# Volvo B13R
Volvo B13R — туристический автобус особо большой вместимости производства Volvo Bussar, серийно выпускаемый с 2009 года. Это было первое шасси из серии Volvo BXXR, заменившее шасси B12B. Позже к нему присоединился автобус Volvo B11R, который имеет то же базовое шасси, но малоразмерный двигатель. Однако, поскольку Volvo решила не модернизировать двигатель D13, чтобы соответствовать требованиям Евро-6, он был вытеснен с конвейера B11R на европейском рынке, но всё ещё доступен на других рынках, таких как Мексика. B13R — единственное современное шасси Volvo Coach с воздухозаборниками с правой стороны.
После запуска в 2009 году он вскоре стал стандартным выбором шасси для автобусов Volvo 9700 и 9900, поскольку только конфигурация B12B мощностью 340 л. с. была совместима с требованиями Евро-5. Самая низкая конфигурация — 9700; 9700S не был совместим с B13R, так как двигатель был настолько крупногабаритным, что почти не влезал.
Более 190 единиц эксплуатируются в Соединённом Королевстве, а Park’s of Hamilton закупил 32 единицы. Австралийский межгосударственный оператор Greyhound Australia приобрёл 30. Трёхосная версия B13R известна в Великобритании как B13RT.

## Двигатели
D13C, объём 12 777 см³, 6 цилиндров, турбированный:
- D13C420 — 309 кВт (420 л. с.), 2100 Н*м, Евро-5/EEV.
- D13C460 — 338 кВт (460 л. с.), 2300 Н*м, Евро-5/EEV.
- D13C500 — 368 кВт (500 л. с.), 2500 Н*м, Евро-5.

D13C500 доступен только на определённых рынках. Одним из примеров является Volvo Double Decker на базе Comil Campione DD, доступный в Мексике.